# Luigi’s Mansion 3
Luigi’s Mansion 3 (яп.  ルイージマンション3 Руи:дзи Мансён Сури:, с англ. — «Особняк Луиджи 3») — видеоигра жанра приключенческий боевик, разработанная канадской студией Next Level Games и изданная японской компанией Nintendo. Является третьей частью в линейке Luigi’s Mansion, основное действие игры происходит после Luigi’s Mansion: Dark Moon для приставки 3DS. Игрок управляет Луиджи — младшим братом Марио, который должен спасти своих друзей от заточения и для этого победить всех призраков в отеле. Игровой процесс в целом требует изучать пространство отеля и решать головоломки, время от времени предлагая игроку сражения с призраками.
Luigi’s Mansion 3 стала самой масштабной игрой в серии с самым большим количеством игрового материала и уровней. Особняк с привидениями был заменён отелем, так как создатели хотели освежить концепцию игрового процесса, предоставив помимо типичных этажей с привидениями также оригинальные уровни, например, киностудию или древнеегипетские руины — то, что игрок не ожидает увидеть в отеле. Команда уделила особое внимание проработке игрового дизайна, уровней, физике предметов. Также в игре делается упор на кинематографические элементы за счёт обилия кат-сцен и боссов, отличающихся индивидуальностью.
Игру ждал коммерческий успех, она продавалась значительно лучше своих предшественниц, став одной из самых продаваемых игр для Nintendo Switch. Журналисты заметили, что третьей части удалось привлечь внимание к неизвестной франшизе от Nintendo. Luigi’s Mansion 3 получила в основном положительные отзывы со стороны игровых критиков со средней оценкой 86 баллов из 100 возможных по версии агрегатора Metacritic. Рецензенты похвалили игру за её интерактивность, хороший дизайн уровней, внимание к незначительным деталям, качественную и красивую графику, а также интересные бои с боссами. Третья часть отличается своей большей масштабностью по сравнению с предыдущими играми, но и больше всего отходит от привычного жанра, предлагая оригинальные уровни, не связанные с отелем.

## Сюжет
История является продолжением игр Luigi’s Mansion и Luigi’s Mansion 2, где Луиджи, младший брат Марио исследовал мрачные особняки с привидениями. На этот раз он решил отдохнуть в отеле вместе со своими друзьями и любимым псом-привидением Полтерпапом (англ. Polterpup). Как и в других играх от Nintendo, сюжетная завязка в Luigi’s Mansion выступает прелюдией к катастрофе. Она начинается с того, что Луиджи, Марио, Принцесса Пич и Тоады решают отправиться на автобусе на место отдыха — в «Отель Последнего Прибежища» (англ. Last Resort Hotel). Они получили приглашение от владелицы заведения — Хеллен Грейвли (англ. Hellen Gravely) на правах VIP-гостей. Герои восхищаются грандиозными интерьерами высотного отеля, не обращая внимание на подозрительный внешний вид его персонала. Хеллен предоставляет каждому гостю отдельный номер.
Луиджи решает вздремнуть, но просыпается от крика принцессы Пич. Пытаясь понять, что произошло, герой обнаруживает, как отель поменял свой облик, превратившись в мрачную усадьбу с привидениями. Он сталкивается с Хеллен, которая тоже оказалась призраком. Она сговорилась со старым заклятым врагом Луиджи — Королём Бу (англ. King Boo) и освободила его после заточения с прошлой игры. Злой призрак снова хочет «запереть» всех героев в своих картинах и Луиджи был последним в очереди. Герой сбегает в последний момент, спрыгнув в мусорную шахту.
Луиджи оказывается в цокольном этаже и там находит устройство-«пылесос» Poltergust G-OO, способное затягивать призраков. Для него это шанс победить привидений отеля и вызволить друзей, однако из лифта пропали почти все кнопки этажей, и только побеждая главных призраков на каждом уровне, Луиджи может заполучить очередную кнопку от следующего этажа. Луиджи помогает освобождённый им профессор Е. Гэдд (англ. E. Gadd), который разработал Poltergust G-OO и модернизирует его, добавляя новые функции, например, возможность использовать двойника Гуиджи (англ. Gooigi). Он также расположил на цокольном этаже свою переносную лабораторию.
По мере того, как Луиджи побеждает призраков и получает доступ ко всем 17 этажам, ему удаётся освободить сначала Тоадов, а затем Марио и Пич, тем не менее Луиджи должен сразиться с королём Бу на верхнем этаже. После победы отель разрушается и почти все призраки вырываются на свободу, но без своих предводителей они оказываются дружелюбными, и освобождённые герои помогают привидениям отстроить новый призрачный отель. Облик отеля зависит от количества оставшихся денег у игрока: от 5 до 17 этажей. После этого Луиджи и его друзья уезжают домой в Грибное Королевство.

## Игровой процесс
Luigi’s Manson 3 — это приключенческий боевик, в котором игрок управляет персонажем по имени Луиджи от третьего лица. Основные задачи в игре заключаются в том, чтобы с помощью устройства Poltergust G-OO исследовать пространства отеля, решать головоломки, искать драгоценные камни, преодолевать препятствия и вступать в сражения с призраками. Вначале для игрока доступны несколько этажей, так как в лифте удалены кнопки. Каждый этаж является уровнем и для его завершения требуется в схватке победить призрака-босса, после этого Луиджи может получить кнопку от следующего этажа. Для полного прохождения требуется получить доступ ко всем 17 этажам отеля.
По мере того, как игрок открывает доступ к верхним этажам, сложность головоломок и сражений возрастает. Верхние уровни связаны с какой либо тематикой: например, оранжерея, киностудия, палеонтологический музей, средневековый замок, катакомбы египетской пирамиды и так далее. Есть также подземные этажи с канализацией. Тем не менее игрок всегда может вернуться на предыдущие этажи и повторно исследовать пространство. В этом случае он может охотиться на призраков «Бу», которые прячутся внутри предметов; их можно найти по вибрациям джой-конов.
Poltergust G-OO, закреплённый на спине Луиджи, выступает его основным оружием в борьбе с призраками, у него сопло для всасывания или подачи воздуха, а также стробоскоп. Герой может временно оглушать призраков с помощью стробоскопа, а затем всасывать их. Poltergust G-OO может стрелять вантузом с привязанной к нему верёвкой, чтобы затем тянуть за верёвку, опрокидывая предметы или вскрывая запертые двери шкафов. Poltergust G-OO может работать как обычный пылесос, позволяя всасывать все предметы небольшого размера. Таким образом, игрок может собирать деньги или же раскрывать тайники. Игрок может захватывать соплом крупные предметы, а затем выстреливать ими при подаче воздуха, например, по противнику. Одновременные команды всасывания и подачи воздуха приведут к тому, что Луиджи на короткий момент поднимется в воздух, дополнительно c помощью этого действия можно отбрасывать от себя враждебных призраков. Стробоскоп также способен излучать так называемый тёмный свет, позволяющий обнаруживать скрытые предметы или призраков.
Для победы над призраком нужно совершить ряд последовательных действий. Втянуть привидение в Poltergust G-OO можно только после того, как оно будет оглушено яркой световой вспышкой стробоскопа, при этом призрак будет отчаянно сопротивляться, пока его очки здоровья не иссякнут. Помимо боссов с уникальными способностями в игре представлены разные виды привидений, к каждому из которых требуется разный подход. Часто призраки носят предметы, защищающие их от действия вспышки, в этом случае игрок должен найти способ избавить их от защиты с помощью возможностей Poltergust G-OO. Например, можно засосать эти предметы или вырвать с помощью стрельбы вантузом.
Помимо сражений Poltergust G-OO полезен и для изучения окружающего пространства: например, с помощью функции всасывания или подачи воздуха, Луиджи может передвигать предметы к себе или от себя, всасывать занавески, ширмы, а также крутить вентили, чтобы настраивать подачу или уровень воды, открывать люки. Устройство позволяет создавать временного двойника из плазмы — Гуиджи, обладающего теми же способностями, что и герой. Благодаря своей студенистой консистенции, Гуиджи может проходить сквозь решётки, заборы или сетки люка, чтобы попасть в недоступные для Луиджи комнаты, также ему не страшны режущие или колющие предметы, например, стрелы или шипы на полу; тем не менее Гуиджи не выносит воду и мгновенно растворяется при контакте с ней. Гуиджи также может служить приманкой в битве с врагами и боссами. Игрок не может контролировать двух персонажей одновременно и должен переключать управление между Луиджи и Гуиджи. В Luigi’s Manson 3 также доступен кооперативный режим, в котором второй игрок контролирует Гуиджи. Луиджи или Гуиджи могут продолжать выполнять команду, даже если игрок на этот момент не контролирует персонажа. Некоторые головоломки требуют, чтобы одну и ту же команду выполняли одновременно Луиджи и Гуиджи.
Луиджи помогает профессор Э. Гэдд, которого герой первым вызволил из ловушки короля Бу. Он устанавливает на цокольном этаже лабораторию, выступающую внутриигровым меню, где игрок может просматривать галерею пойманных призраков и собранных коллекционных предметов, покупать предметы и получать доступ к многопользовательским режимам ScareScraper и ScreamPark. Профессор время от времени может давать советы Луиджи через устройство VB или Virtual Boo.

### Scarescraper
В игре доступен онлайн-режим Scarescraper, который переносит игрока в новую локацию. В него можно попасть через меню лаборатории профессора Гэдда только после того, как игрок получит доступ к двойнику Гуиджи. В Scarescraper возможен как локальный беспроводной режим с участием до четырёх консолей Switch по беспроводной сети, так и онлайн-режим, в котором случайно подбираются четыре игрока. В нём можно играть и в одиночку, однако это трудно, так как уровни спроектированы с учётом того, что их должны проходить несколько человек за короткое время. Игрок может также выбрать количество этажей, которые он хочет пройти с сопартийцами, от пяти до двадцати. В Scarescraper Луиджи можно одевать в разные костюмы, что позволяет легче различать персонажей разных игроков.
Режим Scarescraper включает раунды, в которых несколько игроков за ограниченное время должны выполнить определённые цели: чаще всего это поиск и поимка всех призраков на этаже, другие раунды требуют найти определённое количество денег, спасти Тоадов или уничтожить всех ворон. Игрок может видеть карту, где обозначаются обнаруженные всеми игроками комнаты и указывается, достигнута ли там цель, например, вычищены ли они от всех призраков. Игроки должны выполнить поставленную задачу за короткое время, но могут и продлевать таймер, находя секундомеры. Если задание завершено успешно, игроки получают доступ к следующему этажу, иначе игра считается проигранной и прохождение начинается снова с первого этажа.
Игровой процесс в целом идентичен однопользовательскому режиму, но адаптирован под несколько игроков, от которых часто требуется объединяться и помогать друг другу. Когда ловушки — двери, ковры или шкафчики — «захватывают» игрока, его может освободить только другой игрок. Другие ловушки выключают свет, затрудняя перемещение в пространстве, или игрок теряет свой Poltergust и должен найти его на карте. Некоторые двери заперты и для их открытия сразу нескольким игрокам необходимо встать на крупную платформу.
На некоторых этажах можно столкнуться с так называемыми «редкими призраками», которых нельзя встретить в одиночной игре. Их сложнее победить и поймать, чем стандартных призраков. Например, они могут передвигаться быстрее, восстанавливать свои очки здоровья или бросаться бомбами. Если игрокам удалось добраться до крыши дома, они должны сразиться с Булоссусом (англ. Boolossus), похожим на Короля Бу.

### Screampark
Многопользовательский режим Screampark представляет собой сборник мини-игр, подобный Super Mario Party. Игра делит игроков на две противоположные команды по четыре человека, выигрывает команда, набравшая большее количество очков. Одна команда представлена Луиджи в костюмах разных цветов а другая — двойниками Гуиджи. Цель команды — набрать как можно больше очков. Одна мини-игра представляет собой борьбу с призраками и их захват, разные виды призраков дают разное количество очков. Вторая мини-игра — стрельба пушечными ядрами по двигающимся мишеням, игроки могут воровать ядра у вражеской команды. Третья мини-игра представляет арены в виде бассейна или водной местности, где персонажи игроков плавают на надувных кольцах и должны за короткое время собрать как можно больше монет, минуя препятствия, ловушки или мины. С обновлениями были также были добавлены мини-игры на хоккейном поле, гонки на воде с полосами препятствий и игры с песком и весами.

## Разработка
Luigi’s Mansion 3 — это третья игра в серии игр Luigi’s Mansion от Nintendo. Первая игра серии вышла на приставке GameCube в 2001 году. Она возникла из идеи создать геймплей в «кукольном домике», где, например, Марио перемещался бы внутри дома или жилого комплекса. Изначально это должно было быть здание в японском стиле, затем основным местом действия было решено сделать европейский особняк. В итоге главным героем сделали Луиджи, чтобы придать истории оригинальности.
При разработке Luigi’s Mansion 3 команда ставила перед собой цель создать лучшую игру в серии Luigi’s Mansion и предоставить больше оригинального игрового материала, чем предлагали предыдущие игры серии. Разработкой игры занималась канадская студия Next Level Games, продюсером от Nintendo выступил Кэнсукэ Ватанабэ. Он уже с 1990-х годов сотрудничал с иностранными студиями при создании игр для Nintendo и заметил, что команда Next Level Games хорошо понимает фирменный стиль компании и её подход к геймдизайну. Для канадской студии эта работа стала самым масштабным проектом, в который было привлечено наибольшее количество разработчиков, хотя эта студия уже ранее создавала ряд игр для Nintendo, в том числе предыдущую часть Luigi’s Mansion 2. Создатели должны были учесть основные недостатки, допущенные во второй части и избежать их в новой игре.
Серия Luigi’s Mansion в целом разрабатывается с иным подходом, нежели Super Mario: если последние ориентированы на скорость рефлексов, то в играх о Луиджи делается прежде всего акцент на головоломки и решение загадок, хотя и боевые навыки также требуются. Разработка началась в 2016 году сразу после выхода Metroid Prime Federation Force от Next Level Games для 3DS. Изначально игра планировалась к выпуску на приставке Wii U и на ранней стадии разрабатывалась для неё.

### Создание игрового процесса
Баррет Чепмен, арт-директор Next Level Games, заметил, что главная цель разработчиков заключалась в том, чтобы создать игру с увлекательным игровым процессом, а для этого необходимо удачно сложить множество факторов, например, грамотно интегрировать игровые механики в уровни и сделать так, чтобы они могли работать вместе. Также механики не должны были повторяться слишком часто, какими бы они ни были интересными, чтобы игровой процесс не становился посредственным. Одно из главных нововведений в третьей части — это поочерёдное управление двумя персонажами для решения некоторых головоломок, для чего был введён Гуиджи — двойник Луиджи, способный проникать в недоступные для героя области. Так как смена управления могла бы запутать игроков, разработчики добавили ряд визуальных и звуковых реакций Луиджи, чтобы было чётко заметно, каким персонажем игрок управляет в конкретный момент. Идея ввести двойника возникла в тот момент, когда стало ясно, что игра будет выпущена на Nintendo Switch. В частности изначально он вводился для возможности играть в кооперативном режиме двумя игроками с отсоединёнными джой-конами.
Визуальные эффекты по мнению Баррета также выступают важной частью геймплея, в частности разработчики тщательно проработали физику почти всех встречающихся объектов. Для команды это оказалась долгая и кропотливая работа. Таким образом игрок может в прямом смысле постоянно взаимодействовать с окружающим пространством, всасывая или ломая все вещи малых размеров. Баррет заметил, что работа над графикой, физикой и кат-сценами была настолько сложной и масштабной, что к ней в какой-то момент были привлечены все разработчики в команде, а не только художники с программистами.
Отвечая на вопрос, почему игрок в течение всего прохождения может собирать большое количество денег, разработчики заметили, что согласно предыстории, их оставили там другие люди, до того, как отель стал призрачным. Руководитель команды Брайс Холлидей также заметил, что игрокам просто нравится добывать деньги, даже без какой-либо цели, как это показали игры серии Super Mario и The Legend of Zelda. Команда решила, что деньги будут использоваться только для прохождения игры, при этом в ней практически отсутствует прокачивание способностей персонажа, игровой прогресс скорее ориентируется на развитие у игрока навыка в использовании всех способностей Луиджи и его устройства.
Luigi’s Mansion 3 выделяется на фоне остальных игр от Nintendo большим количеством боссов. Каждый из них тематически связан со своим уровнем. Разработчики заметили, что старались прописать каждого босса так, чтобы он был интересным, индивидуальным и чтобы битва с ним доставляла удовольствие и азарт. Из-за возникших технических проблем при разработке Luigi’s Mansion 2, создатели не поместили боссов в игру, это также стало причиной того, почему их так много в третьей части. Хотя для прохождения уровня-этажа требуется победить призрака-босса, в игре есть исключительный момент с призраком-режиссёром Морти, который не нападает на игрока, и его захват не выступает обязательным условием для доступа к следующему этажу. Возможность его захвата была добавлена позже, чтобы предоставить игрокам выбор пойти на этот «нелёгкий» момент. Король Бу — это финальный босс и главный враг, как и в предыдущих играх серии. Отныне он обладает ещё большей силой.

### Сюжет, музыка и озвучивание
Со слов Кэнсукэ Ватанабэ, Луиджи лучше всего подходит для того типа игрового процесса, что предлагают игры серии Luigi’s Mansion. Он не попадает под архетип героя, как его старший брат Марио. Арт-директор Баррет Чепмен заметил, что Луиджи сам по себе пугливый персонаж, играющий роль героя поневоле. Перед ним возникает сложная дилемма, с одной стороны он трус, с другой — только он способен спасти всех своих друзей. Если Марио в лице игроков выглядит недосягаемым героем, то мотивации Луиджи гораздо ближе и понятнее игроку. Эта ситуация особенно подчёркнута обильной эмоциональной реакцией героя на разные угрозы, демонстрирующей, насколько он напуган и не хочет вступать в сражения, тем не менее это никак не влияет на игровой процесс и не мешает игроку сражаться с врагами.
Пёс-привидение Полтерпап, выступающий помощником и компаньоном главного героя, был добавлен сразу же, так как многие в команде разработчиков были его поклонниками ещё со времён работы над предыдущей игрой Luigi’s Mansion 2, где призрачный пёс впервые дебютировал. Если в ранних играх он чаще доставлял неприятности, то в третьей части он был введён для поддержки.
В процессе разработки создатели решили ввести многочисленные кинематографичные элементы в виде кат-сцен, интегрированных в игровой процесс, а не появляющихся лишь в ключевых моментах, как в остальных играх. Через кат-сцены создатели хотели передать чувство того, будто игрок смотрит мультфильм. В течение прохождения уровней встречаются ряд отсылок к фильмам «Полтергейст», «Оно», «Звонок», «Годзилла», «Инопланетянин» и другим.
Основную музыкальную тему к игре написал Кадзуми Тотака. Аудиодиректором выступил Чад Йорк, его команда работала над звуковым сопровождением к игре. Так как игровые уровни задумывались максимально интерактивными, создатели добавили в игру множество звуковых дорожек для самых разных предметов, с которым Луиджи взаимодействует. Луиджи озвучивал актёр Чарльз Мартине, известный прежде всего тем, что его голосом говорит Марио во многих играх от Nintendo. Мартине также озвучил персонажа Марио в игре, Саманта Келли озвучила принцессу Пич и Тоадов, а Кадзуми Тотака подарил голос профессору Элвину Гэдду. Некоторые персонажи в Luigi’s Mansion 3 были озвучены разработчиками, например, одна из продюсеров команды подарила голос владелице отеля Хеллен Грейвли.

### Дизайн уровней
Так как в Luigi’s Mansion 3 главный упор делается на головоломки и изучение пространства, разработчики особенно ответственно должны были подойти к дизайну игровых уровней. Третья часть предлагает наибольшее количество локаций во всей серии.
Дом с привидениями из двух предыдущих игр по желанию Танабэ был заменён отелем по нескольким причинам. Прежде всего, со слов продюсера, для отеля проще создать узнаваемую планировку этажей, связанных между собой, чтобы игрок мог сразу понимать, что если он находится в номере 102, то прямо над ним этажом выше располагается номер 202. Головоломки часто требуют перемещаться между комнатами, и это в свою очередь помогает игроку мысленно визуализировать планировку этажей. Тем не менее, от некоторых идей разработчикам пришлось отказаться, в частности в ранней версии игры присутствовали головоломки, требующие перемещаться между этажами. Их даже демонстрировали в демоверсии за четыре месяца до релиза, однако оказалось, что они были слишком сложными для игроков, и их исключили из финальной версии. Тем не менее команда не хотела полностью отказываться от этой идеи и ввела так называемые разделённые комнаты, где игрок может одновременно видеть несколько мини-этажей и решать задачу с участием двух персонажей. Игровая камера часто расположена так, чтобы изображать трёхмерный мир в двухмерной перспективе, словно человек рассматривает кукольный домик.
Вторая важная причина заменить дом отелем заключалась в желании Танабэ затронуть разные темы, изначально не связанные с домом привидений. В ранних концепциях предлагалось использовать, например, отели с проходящими сквозь них американскими горками, как в Голливуде, но эта идея была признана слишком странной. Многие уровни не похожи на что-либо, что ранее создавала Nintendo или её конкуренты. Если часть этажей демонстрируют довольно типичные интерьеры отеля, то некоторые уровни — это миниатюрные приключения, например, киностудия. В целом уровни были поделены на два типа — этаж, который действительно может быть в отеле, и тематический этаж, чьё существование наоборот не возможно представить в отеле, «что-то, что игрок совсем не ожидает увидеть». Арт-директор Баррет Чепмен заметил, что этаж с киностудией был самым любимым у разработчиков, они долгое время экспериментировали c разными оригинальными механиками, в киностудию были добавлены самые сложные головоломки. При всём разнообразии уровней, дизайнеры должны были сохранить единство художественного стиля и мрачной эстетики. На ранней стадии разработки создатели работали над более традиционным дизайном уровней, например, над ледяным или огненным полом.

### Дополнения и мультиплеер
За созданием многопользовательских режимов и платных DLC к ним стояла инициатива самих разработчиков из Next Level Games, чья команда прежде всего специализируется на разработке многопользовательских игр или расширений для игр от Nintendo. Брайс Холлидей заметил, что когда началась работа над Luigi’s Mansion 3, команде предписали создать однопользовательскую сюжетную игру, однако Холлидей признался, что его коллегам из NLG просто нравится работать с мультиплеером, и они хотели также создать многопользовательские режимы, пользуясь своим многолетним опытом. Ещё во время разработки Luigi’s Mansion 3 у команды было много идей, связанных с мультиплеером, в том числе и реализация ряда игровых механик, которые не подходили одиночной игре. Кооперативный режим ScareScraper был впервые представлен ещё в Luigi’s Mansion 2 2013 года выпуска для 3DS, разработкой предыдущей части также занималась Next Level Games. В Luigi’s Mansion 3 он был во многих аспектах улучшен и количество участвующих игроков было увеличено до восьми, в том числе и в локальном режиме, позволяя управлять восемью персонажами с восемью отсоединёнными джой-конами.
В какой то момент команда размышляла о добавлении «одиночного» DLC, однако быстро отказалась ввиду вышеописанных причин, также разработчики заметили, что такое DLC подразумевало бы добавление новых этажей, что противоречило сюжету игры.

## Анонс и выпуск
Третья часть Luigi’s Mansion была анонсирована на презентации Nintendo Direct 13 сентября 2018 года с запланированной датой релиза в 2019 году. Ещё в августе 2018 года, до анонса игры, устройство Poltergust G-00, которым пользуется Луиджи, было продемонстрировано на презентации трейлера предстоящей игры Super Smash Bros. Ultimate от Nintendo.
Трейлер Luigi’s Mansion 3 демонстрировался на выставке E3 2019, где также были раскрыты основные механики игры и анонсирован многопользовательский режим ScareScraper. Посетители могли опробовать демоверсию игры. Директор американского подразделения Nintendo Нейт Билдорфф тогда заметил, что третья часть должна предложить больше игрового материала, чем когда-либо прежде в серии. Также игра в отличие от предыдущей части Dark Moon была просто обозначена цифрой три, указывая на более короткий временной период между выпусками этих игр, по сравнению в 12-летним перерывом между выпуском первой части Luigi’s Mansion для GameCube и её сиквелом. Другой трейлер игры был показан на следующей презентации Nintendo Direct 4 сентября 2019 года, где также были продемонстрированы некоторые игровые локации и геймплей многопользовательского режима ScreamPark с участием до восьми игроков. Редакция Kоtaku заметила, что релиз Luigi’s Mansion 3 в отличие от игр по «Марио» и Zelda обошёлся «без фанфар», без крупных трейлеров, презентаций на Nintendo Direct и интервью для прессы.
Luigi’s Mansion 3 вышла 31 октября 2019 года, в Хэллоуин. Игра поддерживает фигурки Amiibo, которые при сканировании приставкой Switch показывают спрятанных призраков в игре или исцеляют Луиджи. 30 апреля и 31 июля 2020 года Nintendo готовила к выпуску платные расширения к многопользовательским режимам ScareScraper и ScarePark, добавляющие новые наряды для Луиджи, новые тематические виды враждебных призраков, дополнительные кооперативные режимы в ScareScraper и три дополнительные мини-игры в ScarePark. Второй пакет расширения в итоге также вышел в апреле. В январе 2022 года Nintendo и производитель игрушек LEGO анонсировали выпуск нескольких лего-наборов Luigi’s Mansion, являющихся частью серии LEGO Super Mario.

### Продажи
После выхода игру ждал коммерческий успех. Уже в ноябре физические копии игры стали самыми продаваемыми на Nintendo Switch, опередив такие хиты 2019 года от Nintendo, как ремейк The Legend of Zelda: Link’s Awakening и Super Mario Maker 2. Третья часть продавалась на 140 % лучше, чем предыдущая игра для 3DS, без учёта цифровых продаж. Третья игра сразу после релиза продавалась более, чем в два раза чаще, чем вторая часть, сильнее всего эта разница наблюдалась в Северной Америке и Европе.
В Великобритании в начале ноября игра оказалась на втором месте среди самых продаваемых, уступив лишь Call of Duty: Modern Warfare. В США Luigi’s Mansion 3 в ноябре 2019 года заняла десятое место в списке самых продаваемых игр, на платформе Switch она заняла четвёртое место, уступив вышедшим немного позже изданиям игры Pokemon Sword и Shield. Luigi’s Mansion 3 заняла четвёртое место в списке самых продаваемых игр 2019 года на платформе Switch. В Японии она стала десятой с проданными 505 998 копиями. По состоянию на март 2021 года по всему миру было продано 9,59 миллионов копий Luigi’s Mansion 3, что сделало игру одной из самых продаваемых на Nintendo Switch.

### Успех
Luigi’s Mansion 3 ждал коммерческий успех. Продюсер Кэнсуке Танабэ признался, что не ожидал такой широкой и положительной реакции у игрового сообщества, учитывая прошедшие с выхода предыдущей игры серии 10 лет. Тем не менее он сразу же оговорился, что разработчики не собираются поддерживать популярность игры, как Mario Kart 8 или Super Smash Bros. Ultimate, вместо этого сосредоточившись на разработке будущего проекта, намекая на возможную четвёртую часть Luigi’s Mansion. Танабэ также заметил, что в игру в основном играют те, кто рассчитывает завершать сюжетное прохождение, а не оставаться в игре надолго. Luigi’s Mansion 3 попала в список наиболее частых игр, которые приобретают владельцы Nintendo Switch. В период с апреля по сентябрь 2021 года она заняла 11 место в списке самых продаваемых игр для Switch, выпущенных Nintendo. Несмотря на общий успех, многопользовательский режим оказался не таким популярным, как изначально ожидалось.
Редакция GameSpot заметила, что Luigi’s Mansion 3 ярко выделяется на фоне своей неудачной и слабо известной франшизы от Nintendo. Представитель Polygon выразил надежду, что игра станет переломной для серии. Журналистка из Nintendo Life заметила, что игра позволила Луиджи на какое-то время оказаться в центре внимания, хотя этот персонаж по-прежнему обречён находиться в тени славы своего брата Марио. Также повышенный интерес у игроков и посетителей E3 вызвал двойник главного героя — Гуиджи, несмотря на то, что этот персонаж впервые был представлен ещё в ремейке Luigi’s Mansion для 3DS.
Средний возраст большей части игроков составлял 20 лет. При этом с приближением сезона отпусков заметно увеличилась доля детей и целых семей. Примечательно, что игра, как и её предшественницы, пользуется популярностью у женщин, чья доля заметно выше, чем среди игроков «Марио». Фанаты Luigi’s Mansion стали создавать мемы по игре, например, шутя о том, как Луиджи, задумывавшийся изначально, как «зелёный» двойник Марио получил собственного зелёного двойника Гуиджи. Согласно итогам голосования, проведённым компанией Protect My Paws, призрачный пёс Полтерпап был признан самым ласковым питомцем в компьютерных играх.
В марте 2021 года Nintendo решила выкупить студию Next Level Games, сделав её своей дочерней. Такое решение связывалось в том числе и с успехом Luigi’s Mansion 3.

## Критика
| Сводный рейтинг       | Сводный рейтинг |
| Агрегатор             | Оценка          |
| --------------------- | --------------- |
| GameRankings          | 85,94 %         |
| Metacritic            | 86/100          |
| Иноязычные издания    |                 |
| Издание               | Оценка          |
| Destructoid           | 9/10            |
| Edge                  | 7/10            |
| EGM                   | 4/5             |
| Eurogamer             | Recommended     |
| Game Informer         | 8,5/10          |
| GameSpot              | 8/10            |
| GamesRadar+           | [ 4 ]           |
| Hardcore Gamer        | 4/5             |
| IGN                   | 8,3/10          |
| Jeuxvideo.com         | 18/20           |
| Nintendo Life         | [ 82 ]          |
| Nintendo World Report | 8/10            |
| Polygon               | Recommends      |
| The Guardian          | [ 84 ]          |
| USgamer               | [ 85 ]          |
| VideoGamer            | 8/10            |

Игра в целом получила положительные оценки со стороны игровых критиков. Средняя оценка по версии агрегатора Metacritic составляет 86 баллов из 100 возможных.
Критик СиДжей Андриессен с сайта Destructoid назвал Luigi’s Mansion 3 лучшей совместной работой Nintendo и Next Level Games и одной из лучших игр на Switch в 2019 году, а рецензент IGN — самой лучшей игрой об «охотниках на привидения» среди всех компьютерных игр. По мнению редактора сайта Screen Rand, Luigi’s Mansion 3 — это очередное доказательство того, лучшая игра не должна быть обязательно AAA-продуктом, мультиплеером с активной поддержкой или сенсационным инди-тайтлом.
Джон Манди с сайта Pocker Gamer выразил сожаление тем, что начиная с дебюта на GameCube, серия игр Luigi’s Mansion была обречена на статус вторичных игр от Nintendo вне зависимости от своего качества, заметив, что эти игры скорее рассматриваются, как «причудливое хэллоуинское угощение, которым можно насладиться в перерывах между Mario и Zelda». Некоторые критики заметили, что Luigi’s Mansion 3 временно позволила стать Луиджи звездой шоу вместо его старшего брата Марио.

### Критика игрового процесса
Ряд обозревателей заметили, что игра предлагает привычный для серии игровой процесс, завязанный на изучении пространства, решении головоломок и сраженияи с призраками, однако всё это усилено масштабностью уровней и разнообразием игрового дизайна. Критик GamesRadar писал, что Luigi’s Mansion 3 освежает старую формулу, подходящую как поклонникам серии, так и новичкам. Рецензент Eurogamer отдельно подчеркнул, что сперва геймплей оставляет впечатление типичной для серии игры, но со временем превращается в нечто иное, вместо игры о доме с привидениями получается приключение по тематическому парку.
Рецензенты оценили то, что Luigi’s Mansion предлагает обилие качественных и изобретательных головоломок, в полной мере использующих потенциал способностей Луиджи и возможностей его аппарата Poltergust G-OO, при этом они отдельно отметили введение двойника Гуиджи, позволяющего проникать в недоступные для Луиджи локации. Ряд критиков похвалили то, как игра в полной мере использует потенциал головоломок, требующих игры за двух персонажей, порой заставляя проходить весь уровень в тандеме. Критик IGN заметил, что в отличие от новых игр про Cirby и Yoshi, Luigi’s Mansion 3 не боится обращаться к сложным темам, предлагая, например, достаточно продвинутые пространственные головоломки.
Критики также похвалили сражения с призраками и боссами, заметив большое разнообразие представленных врагов, а также то, как от игрока для победы требуется использовать полный арсенал возможностей Poltergust G-OO, экспериментировать и вырабатывать самые разнообразные стратегии битвы с боссами. Таким образом, каждое сражение увлекательно и оригинально. Критик IGN сравнил Luigi’s Mansion 3 с Cuphead в плане обилия экстравагантных боссов, от акулы-пирата, управляющей кораблём, до нарциссического пловца в спортзале. Обозреватели оценили и рядовых призраков, которые в некоторых ситуациях могут защищаться предметами. Как только игрок поймёт, как сражаться с разными типами привидений, он сможет побеждать их, почти не теряя очки жизни. Даже если бои с призраками выглядят слишком повторяющимися, разные условия окружения по-прежнему делают сражения разнообразными.
Некоторые моменты подверглись критике: например, представитель IGN назвал монеты бесполезными; поскольку игра позволяет покупать только дополнительные жизни или приборы обнаружения призраков Бу, поэтому к концу прохождения игрок обнаружит, что накопил избыточное количество денег. Представитель Eurogamer был раздражён тем, что нет возможности пропускать кат-сцены, а звуковые эффекты при низких показателях здоровья слишком навязчивы.

### Критика дизайна уровней
В целом рецензенты похвалили игру за дизайн уровней и игровой процесс, нацеленный на исследование пространства отеля. Они оценили то, как игре удаётся на протяжении всего прохождения предлагать оригинальные уровни и головоломки, позволяя удерживать интерес к прохождению до самого конца. Критик GamesRagar заметил, что в игре нет одинаковых комнат, и каждый этаж ставит перед игроком новые задачи. Рецензентка Polygon упомянула и предыдущую игру серии Luigi’s Mansion 2 для 3DS, которая начиналась интересно, но развивалась довольно скучно из-за повторяющегося геймплея. Всего на прохождение игры требуется примерно 15 часов.
Окружающие пространства созданы с большим вниманием к мелким деталям, что мотивирует игрока постоянно изучать каждый угол комнаты на наличие скрытых предметов, тайников, спрятанных призраков и творчески применять разные функции Poltergust, чтобы открывать сундуки, заполучать труднодоступные предметы или просто устроить погром. Это в свою очередь позволяет передавать ощущение ориентации в окружающем пространстве. У игрока не будет повода быстро проноситься через комнаты. Критик сайта Pocket Gamer заметил, что Luigi’s Mansion 3 в какой-то степени можно противопоставить другим популярным играм от Nintendo — Super Mario Odyssey и Breath of the Wild, которые впечатляли своей масштабностью и амбициозностью. Luigi’s Mansion же подкупает именно вниманием к бесчисленным и мелким деталям. Критик Eurogamer отдельно сравнил Luigi’s Mansion 3 c метроидванией, тем не менее он был несколько разочарован тем, что игра слишком линейна, указав, что у игрока нет веских причин повторно возвращаться на нижние этажи.

### Критика графики и тематики
Рецензенты похвалили Luigi’s Mansion 3 за её визуальную составляющую — детальные текстуры, анимации, освещение, физику воды спецэффекты, внимание к мелким деталям и максимальную интерактивность окружающих предметов. Всё это выгодно отличает игру от её предшественниц, благодаря более совершенным характеристикам Nintendo Switch в сравнение с 3DS и GameCube. Представитель GamesRadar назвал Luigi’s Mansion 3 фактически одной из самых красивых игр на Nintendo Switch. Критик Polygon сочла игру очередным доказательством того, что Nintendo способна создавать впечатляющие игры на более слабом оборудовании, чем у их конкурентов. Обозреватели оценили то, как игре удаётся передавать мрачную атмосферу дома с привидениями и одновременно предлагать сюжет, наполненный юмором и обилием забавных моментов.
Отель не ощущается однообразным, так как старомодный стиль ар-деко позже замещается экстравагантными тематиками на верхних этажах, например, киностудией или музеем. По мнению критика Destructoid, планировка отеля The Last Resort — это попытка объединить привычный дом с привидениями с мини-особняками из Dark Moon для 3DS. Хотя многие интерьеры в игре типичны для роскошных отелей, часть из них бросает вызов внутренней логике и физике игры, например, демонстрируя миниатюрную пустыню с пирамидой и скрытой гробницей или пиратский грот. Критик Pocket Gamer сравнил игру с богато украшенной коробкой для игрушек «без единого дюйма пустого пространства».
Критики отдельно оценили кат-сцены и плавные, детально проработанные анимации персонажей, в частности то, как Луиджи по-разному реагирует на окружающее пространство и угрозы. Критик Destructoid отмечал, как невыразительны были персонажи в предыдущей части для 3DS, а в третьей части эмоций наоборот имеется в избытке. Даже при этом Луиджи продолжает говорить односложными предложениями голосом Мартине, и это придаёт сценам дополнительный шарм, особенно в многопользовательском режиме. Челси Старк с сайта Polygon сравнила кат-сцены с качественным мультфильмом с Луиджи и его призрачным псом в главных ролях.

### Критика управления и мультиплеера
Представитель The Washington Post указал на проблемы с управлением, назвав его сложным и громоздким, и заметил, что ему приходилось порой неудобно располагать пальцы на контроллере, чтобы использовать все функции.
Ряд критиков похвалили Luigi’s Mansion 3 за кооперативный режим, позволяющий двум игрокам управлять Луиджи и Гуиджи. Тем не менее этот элемент не обязателен в игре, так как он слишком облегчает прохождение и очевидно, что игра с Гуиджи была разработана с учётом однопользовательского прохождения.
Критик IGN похвалил многопользовательскую мини-игру ScareScraper с участием до четырёх человек, назвав её не просто «сделанной для галочки», а увлекательным прохождением на пять или десять этажей, где зачастую требуется сотрудничество двух или трёх игроков. А квартет из Луиджи, одновременно бьющих призраков об пол, — довольно забавное зрелище. Представитель Destructoid назвал ScareScraper одной из лучших многопользовательских игр, которые он опробовал за весь год, указав на то, что он ни разу не видел проседания кадров в комнатах, наполненных игроками с призраками, и это особое достижение для Nintendo, учитывая её нелёгкую историю с многопользовательскими играми. Тем не менее критик посчитал серьёзным недостатком то, что ScareScraper не подстраивается под разное количество игроков, делая решение задач без участия всех четырёх Луиджи слишком сложным и порой почти невыполнимым, если речь идёт о целой башне.

## Награды
| Год  | Награда                                       | Категория                                                  | Итог      | Ссылки        |
| ---- | --------------------------------------------- | ---------------------------------------------------------- | --------- | ------------- |
| 2019 | Game Critics Awards                           | Лучшая приставочная игра                                   | Номинация | [ 88 ]        |
| 2019 | Game Critics Awards                           | Лучшая приключенческая игра                                | Номинация | [ 88 ]        |
| 2019 | Game Critics Awards                           | Лучшая семейная/социальная игра                            | Победа    | [ 88 ]        |
| 2019 | Gamescom                                      | Лучшая семейная игра                                       | Номинация | [ 89 ]        |
| 2019 | Gamescom                                      | Лучшая игра на Nintendo Switch                             | Номинация | [ 89 ]        |
| 2019 | Titanium Awards                               | Лучшее произведение                                        | Номинация | [ 90 ] [ 91 ] |
| 2019 | Titanium Awards                               | Лучшая приключенческая игра                                | Номинация | [ 90 ] [ 91 ] |
| 2019 | Titanium Awards                               | Лучшая семейная/социальная игра                            | Победа    | [ 90 ] [ 91 ] |
| 2019 | The Game Awards 2019                          | Лучшая семейная игра                                       | Победа    | [ 92 ] [ 93 ] |
| 2020 | New York Game Awards                          | Big Apple Award for Best Game of the Year                  | Номинация | [ 94 ] [ 95 ] |
| 2020 | New York Game Awards                          | Награда Central Park Children’s Zoo за лучшую детскую игру | Победа    | [ 94 ] [ 95 ] |
| 2020 | D.I.C.E. Awards                               | Выдающееся достижение в анимации                           | Победа    | [ 96 ] [ 97 ] |
| 2020 | D.I.C.E. Awards                               | Приключенческая игра года                                  | Номинация | [ 96 ] [ 97 ] |
| 2020 | NAVGTR Awards                                 | Анимация, искусство                                        | Номинация | [ 98 ] [ 99 ] |
| 2020 | NAVGTR Awards                                 | Игра, семейная франшиза                                    | Победа    | [ 98 ] [ 99 ] |
| 2020 | SXSW Gaming Awards                            | Превосходство в анимации                                   | Номинация | [ 100 ]       |
| 2020 | SXSW Gaming Awards                            | Превосходство в искусстве                                  | Номинация | [ 100 ]       |
| 2020 | SXSW Gaming Awards                            | Превосходство в дизайне                                    | Номинация | [ 100 ]       |
| 2020 | SXSW Gaming Awards                            | Превосходство в SFX                                        | Номинация | [ 100 ]       |
| 2020 | Премия Британской Академии в области видеоигр | Лучшая игра                                                | Номинация | [ 101 ]       |
| 2020 | Премия Британской Академии в области видеоигр | Анимация                                                   | Победа    | [ 101 ]       |
| 2020 | Премия Британской Академии в области видеоигр | Семья                                                      | Номинация | [ 101 ]       |
| 2020 | Премия Британской Академии в области видеоигр | Мультиплеер                                                | Номинация | [ 101 ]       |